# Khối lượng

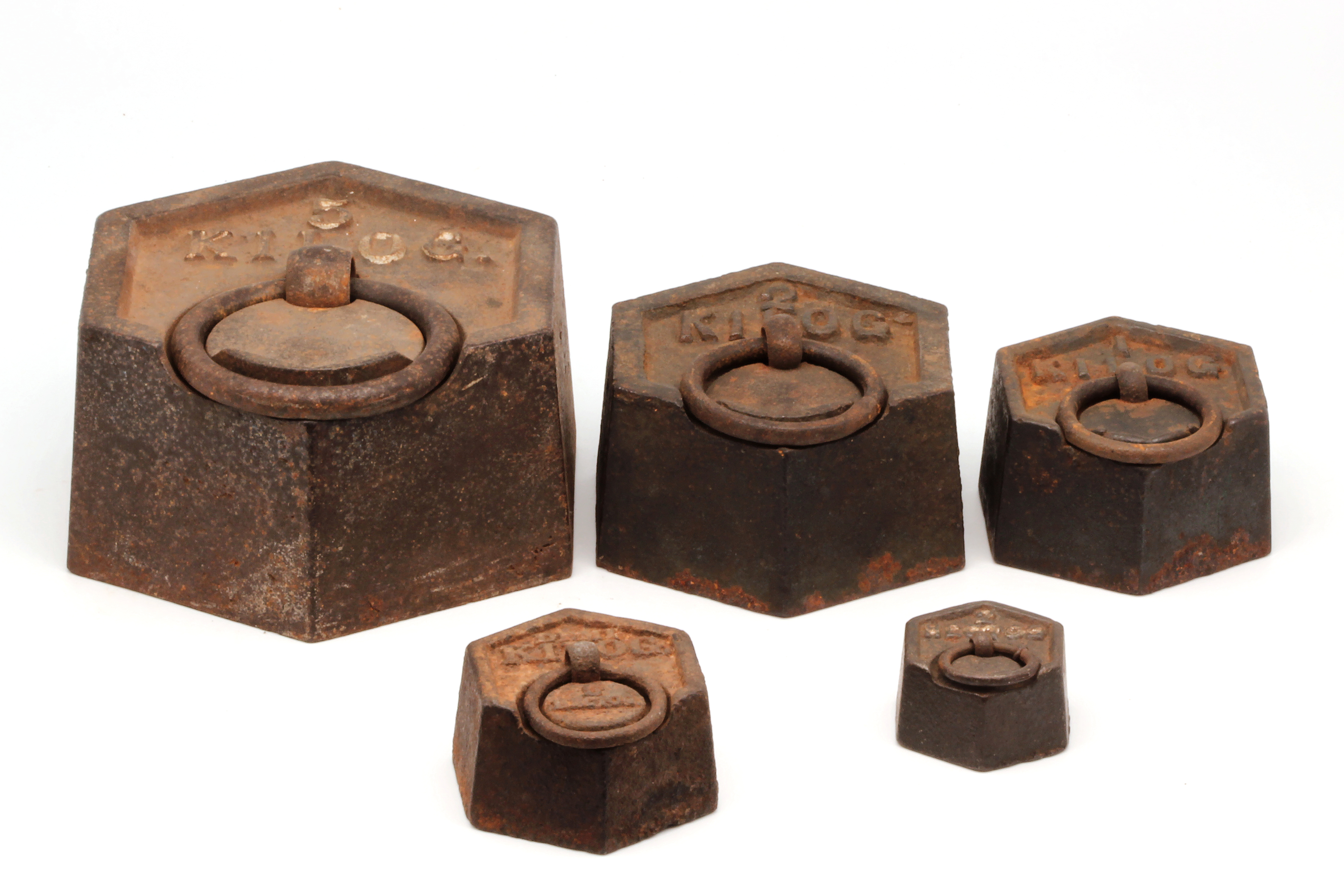
Các quả cân với khối lượng khác nhau

Khối lượng (Tiếng Anh: mass) là một đặc tính của vật thể vật lý và là thước đo khả năng chống lại gia tốc của nó (sự thay đổi trạng thái chuyển động của nó) khi một lực ròng được áp dụng. Khối lượng của một vật thể cũng xác định sức mạnh của lực hấp dẫn của nó đối với các vật thể khác. Đơn vị khối lượng SI cơ bản là kilôgam (kg).
Trong vật lý, khối lượng khác trọng lượng, mặc dù khối lượng thường được đo bằng cân lò xo hơn là cân thăng bằng đòn bẩy so với một vật mẫu. Một vật sẽ nhẹ hơn khi ở trên mặt trăng so với Trái Đất, tuy vậy nó vẫn sẽ có cùng một lượng vật chất. Điều này là do trọng lượng là một lực, còn khối lượng là một tính chất (cùng với trọng lực) quyết định độ lớn của lực này.
Trong cơ học cổ điển, khái niệm khối lượng có thể hiểu là số vật chất có trong một vật. Mặc dù vậy, trong trường hợp vật di chuyển rất nhanh, thuyết tương đối hẹp phát biểu rằng động năng sẽ trở thành một phần lớn khối lượng. Do đó, tất cả các vật ở trạng thái nghỉ sẽ có cùng một mức năng lượng, và tất cả các trạng thái năng lượng cản trở gia tốc và các lực hấp dẫn. Trong vật lý hiện đại, vật chất không phải là một khái niệm cơ bản vì định nghĩa của nó khá là khó nắm bắt.

## Hiện tượng
Có một số hiện tượng khác biệt có thể được sử dụng để đo khối lượng. Mặc dù một số nhà lý thuyết đã suy đoán rằng một số hiện tượng có thể là độc lập với nhau, các bài kiểm tra hiện tại không tìm thấy sự khác nhau trong kết quả mặc dù được đo như thế nào:
- Khối lượng quán tính đo khả năng chống đối của vật đối với một lực tạo gia tốc (đại diện bởi mối quan hệ  F  = ma ).
- Khối trọng lực chủ động đo trọng lực do vật tác dụng.
- Khối trọng lực bị động đo trọng lực tác dụng lên vật trong một trường hấp dẫn đã biết.

Khối lượng của một vật quy định gia tốc của một vật nếu vật đó bị tác động bởi ngoại lực. Quán tính và khối lượng quán tính miêu tả cùng một tính chất vật lí cả về hai mặt định tính và định lượng. Theo như các định luật về chuyển động của Newton, nếu một vật có khối lượng m và bị tác động bởi lực F, gia tốc của nó được tính bằng công thức F/m. Khối lượng cũng quyết định tính chất hút vật và bị hấp dẫn bởi một trường hấp dẫn. Nếu vật một có khối lượng mA được đặt cách vật khối lượng 2 mB một khoảng r (tính từ tâm của mỗi vật), chúng sẽ hấp dẫn nhau tạo ra lực hấp dẫn với công thức Fg = GmAmB/r2, trong đó G = 6,67×10−11 N kg−2 m² là hằng số hấp dẫn. Các thí nghiệm lặp đi lặp lại từ thế kỷ 17 đã chứng minh rằng khối lượng quán tính và lực hấp dẫn là giống hệt nhau; kể từ năm 1915, quan sát này đã được kéo theo một tiên nghiệm trong nguyên lý tương đương của thuyết tương đối rộng.

## Đơn vị khối lượng

Kilôgam là một trong bảy đơn vị cơ sở SI và một trong ba đơn vị được xác định ad hoc (nghĩa là không tham chiếu đến đơn vị cơ sở khác).

Đơn vị khối lượng tiêu chuẩn của hệ thống quốc tế (SI) là kilôgam (kg). Kilôgam là 1000   gam (g), lần đầu tiên được xác định vào năm 1795 là một mét khối nước tại điểm nóng chảy của băng. Tuy nhiên, do việc đo chính xác một mét khối nước ở nhiệt độ và áp suất phù hợp là khó khăn, năm 1889, kilôgam được xác định lại là khối lượng của nguyên mẫu quốc tế của kilôgam được làm bằng gang, và do đó trở nên độc lập với đơn vị mét và tính chất của nước.
Tuy nhiên, khối lượng của nguyên mẫu quốc tế và các bản sao quốc gia được cho là giống hệt nhau của nó đã được phát hiện là đang giảm dần theo thời gian. Dự kiến, việc định nghĩa lại kilogam và một số đơn vị khác đã diễn ra vào ngày 20 tháng 5 năm 2019, sau cuộc bỏ phiếu cuối cùng của CGPM vào tháng 11 năm 2018. Định nghĩa mới sẽ chỉ sử dụng các đại lượng bất biến của tự nhiên: tốc độ ánh sáng, tần số siêu mịn Caesium và hằng số Planck.
Các đơn vị khác được chấp nhận để sử dụng trong SI:
- tấn (t) bằng 1000 kg.
- electronvolt (eV) là một đơn vị năng lượng, nhưng do sự tương đương năng lượng khối lượng, nó có thể dễ dàng được chuyển đổi thành một đơn vị khối lượng và thường được sử dụng như một đơn vị khối lượng. Trong bối cảnh này, khối lượng có đơn vị eV / c 2 (trong đó c là tốc độ ánh sáng). Electvolt và bội số của nó, như MeV (megaelectronvolt), thường được sử dụng trong vật lý hạt.
- đơn vị khối lượng nguyên tử (u) bằng 1/12 khối lượng của nguyên tử carbon-12, xấp xỉ 1,66×10−27 kg.[note 2] Đơn vị khối lượng nguyên tử thuận tiện cho việc thể hiện khối lượng của các nguyên tử và phân tử.

Ngoài hệ thống SI, các đơn vị khối lượng khác bao gồm:
- slug (sl) là một đơn vị khối lượng của Hoàng gia (khoảng 14,6 kg).
- pound (lb) là một đơn vị của cả khối lượng và lực, được sử dụng chủ yếu ở Hoa Kỳ (khoảng 0,45 kg hoặc 4,5 N). Trong bối cảnh khoa học, nơi phân biệt pound (lực) và pound (khối lượng), đơn vị SI thường được sử dụng thay thế.
- khối lượng Planck (mP) là khối lượng tối đa của các hạt điểm (khoảng 2,18×10−8 kg). Nó được sử dụng trong vật lý hạt.
- khối lượng mặt trời (M☉) được định nghĩa là khối lượng của Mặt Trời. Nó chủ yếu được sử dụng trong thiên văn học để so sánh các khối lượng lớn như sao hoặc thiên hà (≈ 1,99×1030 kg).
- khối lượng của một hạt rất nhỏ có thể được xác định bằng bước sóng Compton nghịch đảo của nó (1 cm−1 ≈ 3,52×10−41 kg).
- khối lượng của một ngôi sao hoặc lỗ đen rất lớn có thể được xác định bằng bán kính Schwarzschild của nó (1 cm ≈ 6,73×1024 kg).

## Tính chất

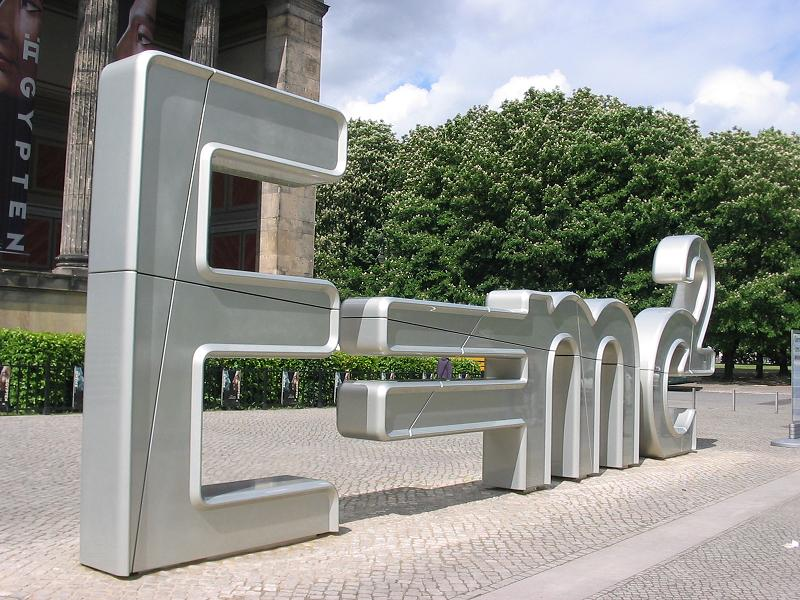
Công thức liên hệ khối lượng và năng lượng của Albert Einstein; E là năng lượng, m là khối lượng và c là tốc độ ánh sáng.

Khối lượng của một vật là một đại lượng vật lý đặc trưng cho mức độ quán tính của vật đó. Vật có khối lượng lớn có sức ì lớn hơn và cần có lực lớn hơn để làm thay đổi chuyển động của nó. Mối liên hệ giữa quán tính với khối lượng được Isaac Newton phát biểu trong định luật 2 Newton. Khối lượng trong chuyển động thẳng đều còn được mở rộng thành khái niệm mô men quán tính trong chuyển động quay.
Khối lượng của một vật cũng đặc trưng cho mức độ vật đó hấp dẫn các vật thể khác, theo định luật vạn vật hấp dẫn Newton. Vật có khối lượng lớn có tạo ra xung quanh trường hấp dẫn lớn.
Khối lượng hiểu theo nghĩa độ lớn của quán tính, khối lượng quán tính, không nhất thiết trùng với khối lượng hiểu theo nghĩa mức độ hấp dẫn vật thể khác, khối lượng hấp dẫn. Tuy nhiên các thí nghiệm chính xác hiện nay cho thấy hai khối lượng này rất gần nhau và một tiên đề của thuyết tương đối rộng của Albert Einstein phát biểu rằng hai khối lượng lượng này là một.

## Khối lượng tương đối tính
Trong vật lý cổ điển người ta coi khối lượng của một vật là một đại lượng bất biến, không phụ thuộc vào chuyển động của vật. Tuy nhiên đến vật lý hiện đại người ta lại có cách nhìn khác về khối lượng, khối lượng có thể thay đổi tùy theo hệ quy chiếu. Khối lượng trong vật lý hiện đại bao gồm khối lượng nghỉ, có giá trị trùng với khối lượng cổ điển khi vật thể đứng yên trong hệ quy chiếu đang xét, cộng với khối lượng kèm theo động năng của vật.
Khối lượng toàn phần lúc này, {\displaystyle m}, còn gọi là khối lượng tương đối tính, liên hệ với khối lượng nghỉ, {\displaystyle m_{0}}, và vận tốc chuyển động, {\displaystyle {\vec {v}}}, theo công thức:
{\displaystyle m=\gamma m_{0}} 
với:
{\displaystyle \gamma ={\frac {1}{\sqrt {1-{\frac {v^{2}}{c^{2}}}}}}}
{\displaystyle v^{2}={\vec {v}}\cdot {\vec {v}}}
Khối lượng toàn phần có ý nghĩa tương đương năng lượng toàn phần chứa trong vật, qua mối liên hệ được thể hiện qua công thức của Einstein:
{\displaystyle E=mc^{2}}
Với {\displaystyle c} là tốc độ ánh sáng.

Khối lượng toàn phần, {\displaystyle m}, cũng được dùng để định nghĩa động lượng tương đối tính, {\displaystyle {\vec {p}}}:
{\displaystyle {\vec {p}}=m{\vec {v}}}
Ví dụ: Hạt photon có khối lượng nghỉ bằng 0, nhưng có khối lượng toàn phần khác không. Nó do vậy cũng có năng lượng tương đối tính và động lượng tương đối tính.
Nhưng theo quan niệm mới (xuất hiện trong vòng 20 năm trở lại đây) thì chỉ có một khối lượng gắn bó với hạt, khối lượng này là một cái gì đó giống như khối lượng của cơ học Newton. Vì chỉ có 1 khối lượng nên không cần thiết phải dùng thuật ngữ khối lượng nghỉ hay kí hiệu là {\displaystyle m_{0}}.
Mặt khác, hệ thức {\displaystyle E^{2}-p^{2}c^{4}=m^{2}c^{4}} củng cố thêm cho quan niệm khối lượng {\displaystyle m} là 1 bất biến trong khi {\displaystyle E} và {\displaystyle {\vec {p}}} thì phụ thuộc vào hệ quy chiếu. Không có khối lượng tương đối tính mà chỉ có năng lượng tương đối tính {\displaystyle E=\gamma mc^{2}} và động lượng tương đối tính được viết là {\displaystyle {\vec {p}}=\gamma m{\vec {v}}}.

## Định luật bảo toàn khối lượng
Ví dụ: khi vật chất thường gặp phản vật chất, chúng sẽ bị biến thành các photon. Khối lượng toàn phần của hệ gồm vật chất thường và phản vật chất trước lúc gặp nhau bằng khối lượng toàn phần của các photon. Chú ý trong ví dụ này, khối lượng nghỉ cổ điển không bảo toàn, vì trước khi gặp nhau, vật chất và phản vật chất có khối lượng nghỉ lớn hơn không, còn sau khi gặp nhau, các photon có khối lượng nghỉ bằng 0.